# Toporc
Toporc (szlovákul: Toporec, németül: Toportz) község Szlovákiában, az Eperjesi kerületben, a Késmárki járásban.

## Fekvése
Késmárktól 17 km-re észak-északkeletre, Podolintól 4 km-re nyugatra, a Poprád bal oldalán, a Toporci-hágó déli végénél fekszik.

## Nevének eredete
Neve, a szláv topor (= fejsze) eredetileg pataknév (1244: fluv. Toprich) volt.

## Története
A Görgeyek ősi birtoka, melyet 700 éven át birtokoltak. A Szepes vármegye főispáni tisztét betöltő, a Görgey–család elődeként ismeretes Arnold, Jordan nevezetű fia, szepesi gróf  kapta 1256-ban adományként IV. Béla királytól, a tatárjárás idején tanúsított hősies cselekedetéért, miszerint a vármegye lakosságát a támadók elől a hegyekbe menekítette. Ősi része, Ótoporc már a 13. század előtt is létezett, ma Pustovec település áll a helyén. Újtoporcot a 13. században alapították az örök haszonbéri jog alapján. 1287-ben „Thopricz” alakban említik először, 1303-ban „Thoporich” néven írják. Temploma 1303 és 1326 között épült, de az egyházi vizitáció szerint 1292-ben építették. 1322-ben bírája Gottschalk fia Hildebrand volt. 1329-ben „Kusthoperich”, „Nogthoporica”, 1338-ban „Kysthupuncz”, „Nogthupuncz”, 1400-ban „Kystoporch”, „Nogtoporch” néven szerepel a korabeli forrásokban. A két településrész később összeolvadt.
Régi Görgey kastélya a 17. században épült, kerek tornyok és bástyák erősítették. Kertjében egy 1618-ban épült kisebb kúria állott, melyet 1875-ben lebontottak. Ebben született a szabadságharc hadvezére, Görgey Artúr tábornok. 1580-ban Görgey Kristóf és László iskolát alapított Görgőn, melyet 1670-ben Toporcra helyeztek át. Az iskolát később Görgey János majd unokája, György gimnáziummá fejlesztette. Görög, latin és német nyelvet is tanítottak itt. Az iskola 1735-ben Görgey György halálával szűnt meg. A Görgeyek a református hit lelkes támogatói voltak, többen közülük a hitet később is megtartották. Görgey János lelkes híve volt Thökölynek is, amiért sokan Kuruc Jánosnak is hívták. Thököly bukása után birtokait elkobozták, de később kegyelmet kapott és visszakapta őket. II. Rákóczi Ferenc szabadságharca idején újra csatlakozott a felkelőkhöz. Elfoglalta Lőcsét, majd Rákóczi Szepesvár parancsnokává nevezte ki. A szabadságharc után birtokait újra elvették és a családnak bérelnie kellett őket a kincstártól, melyért évi 20 aranyat fizetett. A birtokokat csak Görgey János – aki a császári hadsereg tisztje volt – kapta vissza 1779-ben Mária Teréziától katonai szolgálaiért. 1787-ben a falu 118 házában 911 lakos élt.
A 18. század végén Vályi András így ír róla: „TOPORCZ. Tót falu Szepes Várm. földes Ura Görgey Uraság, lakosai katolikusok, és evangelikusok; határja ollyan, mint Holomniczé.”
1828-ban 162 háza és 1177 lakosa volt. Lakói mezőgazdasággal, fuvarozással, tutajozással foglalkoztak, kiváló sajtokat készítettek.
Fényes Elek 1851-ben kiadott geográfiai szótárában így ír a faluról: „Toporcz, német-tót falu, Szepes vgyében, Podolinhoz nyugotra 1/2 órányira: 364 kath., 1088 evang., 25 zsidó lak. Kath. és evang. parochia. Két kastély. Savanyuviz. Lentermesztés és gyolcscsinálás. F. u. a Görgey nemzetség, kinek ősatyja Jordán gróf IV. Bélától kapta 1256-ban mivel főképen segitette őt a Szepességnek német gyarmatokkal való megnépesitésében.”
A trianoni diktátumig Szepes vármegye Késmárki járásához tartozott.

## Népessége
| Év:            | 1994. | 2004.    | 2014.    | 2024.   |
| -------------- | ----- | -------- | -------- | ------- |
| Emberek száma: | 1521  | 1695     | 1898     | 2055    |
| Eltérés:       |       | +11,43 % | +11,97 % | +8,27 % |

| Év:            | 2023. | 2024.   |
| -------------- | ----- | ------- |
| Emberek száma: | 2039  | 2055    |
| Eltérés:       |       | +0,78 % |

1910-ben 818, többségben német lakosa volt, jelentős szlovák kisebbséggel.
2001-ben 1622 lakosából 1110 szlovák és 494 cigány volt.
2011-ben 1836 lakosából 1381 szlovák és 216 cigány.

## Nevezetességei
- Eredetileg Szent Fülöp és Jakab apostoloknak, ma Mihály arkangyalnak szentelt római katolikus temploma 1303 és 1326 között épült kora gótikus stílusban, később többször átépítették. Itt van a Görgeyek sírboltja, mely 1600-ban épült. A templomban középkori falfestményeket találtak. Barokk főoltára a 18. század végén épült, közepén a Szűzanya szobrával.
- Evangélikus temploma 1770 és 1780 között épült klasszicista stílusban.
- A Görgey család régi kastélya, mely a falu felső végén áll eredetileg a 13. században épült, a 16. században reneszánsz stílusban építették át. 1760-ban Görgey László barokk stílusban átépíttette. 1907-ben az épületet teljesen felújították, földszintjén 17, emeletén 13 szoba van. Emellett egy nagy lovagterem és 9 pince tartozik hozzá. A protestánsüldözés idején az üldözöttek a kastély kápolnájába jártak istentiszteletre. A kastély 1943-ig, Görgey Albert haláláig jó állapotban állt, később mezőgazdasági célokra használták. Szeszfőzde és malom működött benne, majd a helyi termelőszövetkezet tulajdona lett.
- A falu közepén álló újabb Görgey-kastély 1794-ben épült barokk-klasszicista stílusban.
- A falu alsó szélén álló egykori Görgey-kúria Görgey Zsigmond leszármazottai tulajdona volt, tőlük 1870-ben Kobialka Mihály vásárolta meg, akinek fia tímár üzemet alapított itt.
- A mai Toporctól 4 km-re északnyugatra az erdők között található Pustovec, más néven Schonvald, vagy Wiiste Kirch. Itt állt egykor Ótoporc falu, mely már a 13. század előtt is létezett. Az ősi templom romjaira a Görgeyek kúriát építettek, mely 1908-ban leégett és csak romjai maradtak. 1908-ban még 78 lakos élt itt, épületeit 1945 előtt gazdasági célokra hesználták.
- A településnek savanyúvízforrása van.
- A Felvidék legidősebb hársfája, korát több mint 500 évre becsülik. A legenda szerint ez a nagylevelű hárs annak a három fának egyike, amelyet a Görgeyek a 14. században ültettek. A község templomában lévő, 17. századból származó családi címerük hársfát is ábrázol.

## Neves személyek
- Itt született 1689-ben Fischer Illés evangélikus püspök.
- Itt született 1764-ben Fejes János megyei törvényszéki ülnök.
- Itt született 1766-ban Raisz Keresztély földmérő, az aggteleki Baradla-barlang első pontos térképének készítője.
- Itt született 1818. január 30-án Görgey Artúr honvédtábornok, a honvéd fősereg parancsnoka, honvédelmi miniszter.
- Itt született 1822. február 24-én Irányi Dániel, a márciusi ifjak egyike, később a Függetlenségi és 48-as Párt elnöke.
- Itt hunyt el 1817-ben Lehotszky Márton ágostai evangélikus lelkész.